# Сердечная рана
Сердечная рана (тур. Kalp Yarası) — турецкий драматический телесериал производства Süreç Film, снятый Йылдыз Хюльей Билбан, первый эпизод которого вышел в эфир 28 июня 2021 года. Авторами сценария выступили Сема Али Эрол, Махир Эрол и Озгюль Тюркюлер Акад. Главные роли в сериале исполнили Гёкхан Алкан и Ягмур Танрысевсин. Сериал завершился 32-й серией, вышедшей в эфир 21 февраля 2022 года.

## Сюжет
Жизнь Ферита Санджакзаде должна была стать предсказуемо успешной: влиятельная семья, блестящая карьера и давно спланированная матерью женитьба. Но за три дня до свадьбы, Ферит видит свою невесту Ханде в объятиях их друга детства Ямана. Потрясённый предательством, Ферит бежит из родной Антакьи в Стамбул, где знакомится с официанткой кафе Айше. Ферит решает предложить Айше неожиданную сделку и отомстить всем тем, кто сделал ему больно — но, может быть, именно эта случайная встреча сможет исцелить его сердце и заставить снова поверить в любовь.

## Актёры и персонажи

### Главные персонажи
| Актёр                 | Персонаж                    | Эпизоды |
| --------------------- | --------------------------- | ------- |
| Гёкхан Алкан          | Ферит Санджакзаде           | 1-32    |
| Ягмур Танрысевсин     | Айше Йылмаз / Санджакзаде   | 1-32    |
| Мерве Чагыран         | Ханде Вароглу / Санджакзаде | 1-32    |
| Топрак Джан Адыгюзель | Яман Озтюрк / Санджакзаде   | 1-32    |

### Второстепенные персонажи
| Актёр               | Персонажи         | Эпизоды |
| ------------------- | ----------------- | ------- |
| Шенай Гюрлер        | Азаде Санджакзаде | 1-32    |
| Рыза Акын           | Хусейн Вароглу    | 1-32    |
| Йонджа Шахинбаш     | Ведия Коркмаз     | 1-32    |
| Инанч Конукчу       | Синан Санджакзаде | 1-32    |
| Бурчин Абдулла      | Леман Санджакзаде | 1-32    |
| Наз Сайынер         | Мюге Санджакзаде  | 1-32    |
| Мелих Чардак        | Бахтияр           | 1-32    |
| Зехра Йылмаз        | Бетюль Озтюрк     | 1-32    |
| Бора Дженгиз        | Мирза Текин       | 17-32   |
| Нильсу Берфин Акташ | Пынар             | 28-32   |
| Ирем Алтуг          | Ферае Уйсал       | 29-32   |

### Выбывшие персонажи
| Актёр               | Персонаж          | Эпизоды |
| ------------------- | ----------------- | ------- |
| Кемаль Бурак Альпер | Баха Ялчын        | 1-11    |
| Наиль Кырмызыгюль   | Ихсан             | 1-13    |
| Зейнеп Кёсе         | Саадет            | 12-23   |
| Махир Гюнширай      | Аднан Санджакзаде | 1-26    |
| Мельтем Гюленч      | Зюмрют Вароглу    | 1-28    |
| Зейнеп Гюльдоган    | Элиф              | 23-28   |
| Иштар Гёксевен      | Шахин Авджи       | 21-29   |
| Рыза Узункая        | Джан              | 4-7     |